# Керкендж
Керкендж (Керкенч) (азерб. Kərkənc) — село в Шемахинском районе Азербайджана. До начала Карабахского конфликта имело армянское население, которое в 1989 году обменяло свои дома с азербайджанцами села Кызыл-Шафаг Калининского района Армянской ССР.

## История
В период нахождения поселения в составе Российской Империи изначально территориально относилось к Шемахинской губернии, после ее упразднения — к Бакинской. По данным «Кавказского календаря» на 1856 год село Керкендж населяли армяне, которые являлись последователями армянской церкви и между собой говорили по-армянски и «татарски» (по-азербайджански).  По данным на 1870 год, село относилось к селам Шемахинского уезда населенным исключительно армянами.
Керкендж был последним местом компактного расселения армян в Азербайджане за пределами Нагорно-Карабахской автономной области и прилегающих к ней Шаумяновского и Ханларского районов, где в разгар конфликта ещё оставалось армянское население. Последние армянские семьи покинули Керкендж в сентябре 1989 года.